# Дараб (шахрестан)
Дара́б (перс. شهرستان داراب) — один з 24 шахрестанів іранського остану Фарс.

## Адміністративний поділ
До складу Дарабу входять такі бахші:
- Меркезі (центральний)
- Ростак
- Форг

Окрім того на території шахрестану розташовані такі великі населені пункти:
| Назва            | Оригінал    | Населення, чол. (2006) |
| ---------------- | ----------- | ---------------------- |
| Дараб            | داراب       | 54 513                 |
| Дженнетшехр      | جنت شهر     | 10 817                 |
| Федамі           | فدامي       | 4 087                  |
| Ростак           | رستاق       | 3 519                  |
| Марз             | مرز         | 3 512                  |
| Лайзенган        | لاي زنگان   | 2 429                  |
| Банудж           | بانوج       | 2 402                  |
| Чаман-е-Морварід | چمن مرواريد | 2 320                  |